# Dub letní u Pusté Polomi
Dub letní u Pusté Polomi v okrese Opava, se nachází u křižovatky lesních cest a je chráněný státem už od roku 1972. Solitérně rostoucí strom dosahoval v roce 2005 výšky 28 m a obvod kmene byl 537 cm.

## Stáří
Předpokládané stáří stromu je zhruba 400 let. Při renovaci obrazů s mariánskou tematikou, které jsou na něm zavěšeny, byl lesníkem Františkem Sýkorou objeven štítek s rokem 1619. Předpokládá se, že právě toto byl rok výsadby stromu.

## Historie
Kolem roku 1945 dub vážně poškodil učitel z Budišovic, který osekal jeho kořenové náběhy, protože uvěřil pověstem o tom, že se pod stromem nachází poklad.